# Cylindromyia oxyphera
Cylindromyia oxyphera är en tvåvingeart som först beskrevs av Villeneuve 1926.  Cylindromyia oxyphera ingår i släktet Cylindromyia och familjen parasitflugor. Inga underarter finns listade i Catalogue of Life.